# بابلز
بابِلز (به انگلیسی: Bubbles) (زادهٔ ۳۰ آوریل ۱۹۸۳ میلادی)؛ نام شامپانزهٔ معمولی دست‌آموز مایکل جکسون، هنرمند و موسیقی‌دان فقید اهل آمریکا است. جکسون این شامپانزه را در دههٔ ۱۹۸۰ میلادی از یک مرکز تحقیقات در ایالت تگزاس خریداری کرد.
پس از این اقدام، رسانه‌ها واکنش‌های تندی نشان دادند و با تمسخر جکسون، این کارش را غیرمتعارف و نمونه‌ای از یک رفتار ضداجتماعی نامیدند و در کنار شایعات دیگر، این تفکر را تقویت کردند که جکسون یک انسان «عجیب» است.
یکی از اتفاقاتی که باعث واکنش فراوان رسانه‌ها شد، در هنگام برگزاری تور جهانی بد در سال ۱۹۸۸ بود. جکسون که توسط شهردار شهر اوساکا در کشور ژاپن، به شهرداری دعوت شده بود؛ بابلز را نیز با خود برد و او را روی صندلی نشاند و به او چای نوشاند.
درک عمومی‌ای که دربارهٔ مایکل به عنوان یک انسان می‌شود به شدت اغراق شده است. ارتباط با آن مقاله‌ها [که حاوی شایعه هستند] برای من بسیار سخت است. برای مثال، بابلز از بسیاری از انسان‌هایی که من می‌شناسم با صفاتر است. من بابلز را در یک عروسی با لباس رسمی دیدم. او یک رفتار بزرگانه دارد.— کوئینسی جونز (سال ۱۹۹۳)، دوست مایکل و تهیه‌کنندهٔ آلبوم تریلر، 
بابلز در ابتدا در خانهٔ خانواده جکسون در انسینو، لس‌آنجلس نگه‌داری می‌شد تا این که در سال ۱۹۸۸ به مزرعهٔ نِوِرلَند، خانهٔ جدید مایکل جکسون منتقل شد. بابلز در نورلند در اتاق مایکل در یک قفس نگه‌داری می‌شد، در سینمای نورلند آبنبات می‌خورد، بر روی میز شام تغذیه می‌کرد و در توالت شخصی مایکل دستشویی می‌کرد. همچنین مایکل و بابلز اغلب لباس‌های هم‌شکل می‌پوشیدند. همچنین در موزیک ویدئوی ترانهٔ «دختر لیبریایی» در کنار بازیگران مشهور هالیوودی، حضوری چند ثانیه‌ای داشت. در سال ۲۰۰۳ بابلز ۲۰ ساله حالت تهاجمی پیدا می‌کند و به پناهگاه حیوانات کالیفرنیا منتقل می‌شود و سپس دست به خودکشی می‌زند. وقتی در سال ۲۰۰۴ پناهگاه حیوانات کالیفرنیا بسته می‌شود، بابلز به «مرکز میمون‌های بزرگ» برده می‌شود.
در ۲۲ ژوئن ۲۰۱۰ مستندی با نام «داستان ناگفته مایکل جکسون و بابلز» از شبکهٔ سیارهٔ حیوانات (به انگلیسی: Animal Planet) پخش شد.